# Hypodynerus chiliotus
Hypodynerus chiliotus är en stekelart som beskrevs av Henri Saussure 1852. Hypodynerus chiliotus ingår i släktet Hypodynerus och familjen Eumenidae. Inga underarter finns listade i Catalogue of Life.